# 老中奉書
老中奉書（ろうじゅうほうしょ）は、日本の文書形式。江戸時代において江戸幕府老中が将軍の命を奉じて発給する伝達文書で、奉書加判は老中の主要な職務であった。但し、大老および大政参与は加判を免除されている。また、老中格では署名を行わない。

## 概要
老中が連名で発給する連署奉書と、単独で発給する奉書がある。前者の例としては大名や遠国奉行への命令伝達、後者の例としては将軍家への進物の受け取り確認等があげられる。寛文4年（1664年）4月1日に制度が改定され、小事については老中一判の奉書となった。
宛名には「殿」を用い、発給日は年を記さず月日のみである。例外として、城の修築許可証には年月日が記される。差出人となる老中の名は、序列の低い者から順に署名する。
老中が大名や旗本に宛てて私信を発することもあるが、この場合は宛名の敬称が「様」となるので区別される。
内容は将軍家への機嫌伺や病気見舞い、拝領御礼や慶賀祝賀、八朔祝儀、社参供奉から参勤帰国や養子縁組などの許可など多岐にわたり、江戸初期には異国船やキリシタンなど時代的特有の文書が見られ、対馬宗家文書では朝鮮通信使関係の文書が多いなどの特徴をもつ。
老中奉書が多く残される文書群として対馬宗家文書（九州国立博物館所蔵）や土佐国山内家文書がある。